# Stelis frutex
Stelis frutex är en orkidéart som beskrevs av Rudolf Schlechter. Stelis frutex ingår i släktet Stelis och familjen orkidéer. Inga underarter finns listade i Catalogue of Life.